# Premier Division 1985-1986 (Irlanda)
La stagione 1985-1986 è stata la sessantacinquesima edizione della League of Ireland, massimo livello del campionato irlandese di calcio.

## Avvenimenti

### Antefatti
Dopo oltre sessanta anni in cui le modalità di svolgimento del campionato furono mantenute sostanzialmente invariate, la League of Ireland optò per un primo importante cambiamento della formula della competizione: a causa dell'eccessivo numero di squadre iscrittesi alla stagione 1985-1986 (22), si decise di dirottarne dieci in un livello inferiore organizzato dalla FAI e indicato con il nome di First Division. In conseguenza di ciò, il campionato adottò la denominazione di League of Ireland Premier Division.

### Il campionato
La nuova formula del campionato partì il 20 ottobre 1985: cinque turni a punteggio pieno proiettarono il Galway United in vetta alla classifica. Confermando l'imbattibilità anche dopo il giro di boa, i Tribesmen distanziarono le rivali arrivando al 2 marzo, data dello scontro diretto con lo Shamrock Rovers, con un vantaggio tale da poter ritenere il campionato concluso. Grazie a tre reti nei primi 35 minuti, gli Hoops interruppero l'imbattibilità dei rivali e riaprirono il campionato: il Galway United, dopo quella sconfitta, smarrì la strada e perse le due gare successive lasciando il via libera allo Shamrock Rovers che il 1º aprile si laureò campione d'Irlanda per la terza volta consecutiva.
Assieme all'UCD da tempo giacente sul fondo della classifica, cadde in First Division lo Shelbourne, tradito dalla peggior differenza reti nei confronti del Cork City.

## Squadre partecipanti

### Profili
| Club partecipanti | Club partecipanti | Città      | Stadio                 | Stagione 1984-1985       |
| ----------------- | ----------------- | ---------- | ---------------------- | ------------------------ |
| Athlone Town      | dettagli          | Athlone    | St Mel's Park          | 3° in League of Ireland  |
| Bohemians         | dettagli          | Dublino    | Dalymount Park         | 2° in League of Ireland  |
| Cork City         | dettagli          | Cork       | Turners Cross          | 9° in League of Ireland  |
| Dundalk           | dettagli          | Dundalk    | Oriel Park             | 8° in League of Ireland  |
| Galway Utd        | dettagli          | Galway     | Terryland Park         | 6° in League of Ireland  |
| Home Farm         | dettagli          | Dublino    | Tolka Park             | 10° in League of Ireland |
| Limerick City     | dettagli          | Limerick   | Jackman Park           | 5° in League of Ireland  |
| St Patrick's      | dettagli          | Dublino    | Richmond Park          | 11° in League of Ireland |
| Shamrock Rovers   | dettagli          | Dublino    | Glenmalure Park        | Campione d'Irlanda       |
| Shelbourne        | dettagli          | Shelbourne | Harold's Cross Stadium | 12° in League of Ireland |
| UCD               | dettagli          | Dublino    | Belfield Park          | 4° in League of Ireland  |
| Waterford United  | dettagli          | Waterford  | Kilcohan Park          | 7° in League of Ireland  |

### Allenatori
| Club         | Allenatore        |
| ------------ | ----------------- |
| Athlone Town | sconosciuto       |
| Bohemians    | Billy Young       |
| Cork City    | Noel O'Mahoney    |
| Dundalk      | Turlough O'Connor |
| Galway Utd   | Tony Mannion      |
| Home Farm    | Ray Treacy        |

| Club             | Allenatore     |
| ---------------- | -------------- |
| Limerick City    | sconosciuto    |
| St Patrick's     | Jimmy Jackson  |
| Shamrock Rovers  | Jim McLaughlin |
| Shelbourne       | Paddy Mulligan |
| UCD              | sconosciuto    |
| Waterford United | Alfie Hale     |

## Classifica finale
|  | Pos. | Squadra          | Pt | G  | V  | N  | P  | GF | GS | DR  |
|  | ---- | ---------------- | -- | -- | -- | -- | -- | -- | -- | --- |
|  | 1.   | Shamrock Rovers  | 33 | 22 | 15 | 3  | 4  | 44 | 17 | +27 |
|  | 2.   | Galway Utd       | 31 | 22 | 12 | 7  | 3  | 42 | 19 | +23 |
|  | 3.   | Dundalk          | 30 | 22 | 12 | 6  | 4  | 36 | 16 | +20 |
|  | 4.   | Bohemians        | 27 | 22 | 8  | 11 | 3  | 27 | 22 | +5  |
|  | 5.   | Waterford United | 26 | 22 | 8  | 10 | 4  | 27 | 25 | +2  |
|  | 6.   | St Patrick's     | 25 | 22 | 8  | 9  | 5  | 23 | 19 | +4  |
|  | 7.   | Limerick City    | 24 | 22 | 10 | 4  | 8  | 45 | 28 | +17 |
|  | 8.   | Athlone Town     | 19 | 22 | 6  | 7  | 9  | 23 | 27 | -4  |
|  | 9.   | Home Farm        | 15 | 22 | 5  | 5  | 12 | 15 | 30 | -15 |
|  | 10.  | Cork City        | 13 | 22 | 3  | 7  | 12 | 23 | 44 | -21 |
|  | 11.  | Shelbourne       | 13 | 22 | 3  | 7  | 12 | 15 | 40 | -25 |
|  | 12.  | UCD              | 8  | 22 | 2  | 4  | 16 | 19 | 51 | -32 |

Legenda:

         Campione d'Irlanda 1985-1986 e qualificata in Coppa dei Campioni 1986-1987
         Qualificata in Coppa delle Coppe 1986-1987 come seconda classificata della FAI Cup
         Qualificate in Coppa UEFA 1986-1987
         Retrocesse in First Division 1986-1987
Note:
Due punti a vittoria, uno a pareggio, zero a sconfitta.

## Statistiche

### Squadre
| Record - Maggior numero di vittorie: Shamrock Rovers (15) - Minor numero di sconfitte: Galway United e Bohemians (3) - Miglior attacco: Shamrock Rovers (44) - Miglior difesa: Dundalk (16) - Miglior differenza reti: Shamrock Rovers (+27) - Maggior numero di pareggi: Bohemians (11) - Minor numero di vittorie: UCD (2) - Maggior numero di sconfitte: UCD (16) - Peggiore attacco: Shelbourne e Home Farm (15) - Peggior difesa: UCD (51) - Peggior differenza reti: UCD (-32) |